# Gersom Klok
Gersom Klok (7 oktober 1990) is een Nederlands voetballer die bij voorkeur als verdediger speelt.

## Biografie
Klok begon zijn loopbaan in het betaald voetbal bij BV Veendam. Hier speelde hij vier seizoenen. In 2010 stapte hij over naar Go Ahead Eagles, waar hij een tweejarig contract tekende. In de zomer van 2011 liet hij, bij gebrek aan speeltijd, zijn contract ontbinden. Hij stapte hierop over naar amateurclub HHC Hardenberg.
In de zomer van 2016 keerde hij via FC Emmen terug in het betaald voetbal. Hij tekende een contract voor twee seizoenen met een optie voor een derde seizoen. In zijn eerste seizoen speelde hij 30 wedstrijden voor de club. In de zomer van 2019 keerde hij terug bij HHC Hardenberg.

## Statistieken
| Seizoen | Club            | Land      | Competitie     | Niveau | Competitie | Competitie | Beker | Beker | Totaal | Totaal |
| Seizoen | Club            | Land      | Competitie     | Niveau | Wed.       | Dlp.       | Wed.  | Dlp.  | Wed.   | Dlp.   |
| ------- | --------------- | --------- | -------------- | ------ | ---------- | ---------- | ----- | ----- | ------ | ------ |
| 2006/07 | SC Veendam      | Nederland | Eerste divisie | II     | 3          | 0          | 0     | 0     | 3      | 0      |
| 2007/08 | SC Veendam      | Nederland | Eerste divisie | II     | 5          | 0          | 0     | 0     | 5      | 0      |
| 2008/09 | SC Veendam      | Nederland | Eerste divisie | II     | 20         | 0          | 0     | 0     | 20     | 0      |
| 2009/10 | SC Veendam      | Nederland | Eerste divisie | II     | 9          | 1          | 1     | 0     | 10     | 1      |
| 2010/11 | Go Ahead Eagles | Nederland | Eerste divisie | II     | 20         | 0          | 2     | 0     | 22     | 0      |
| 2011/12 | Go Ahead Eagles | Nederland | Eerste divisie | II     | 2          | 0          | 0     | 0     | 2      | 0      |
| 2012/13 | HHC Hardenberg  | Nederland | Topklasse      | III    | 27         | 3          | 0     | 0     | 27     | 3      |
| 2013/14 | HHC Hardenberg  | Nederland | Topklasse      | III    | 30         | 3          | 1     | 0     | 31     | 3      |
| 2014/15 | HHC Hardenberg  | Nederland | Topklasse      | III    | 30         | 4          | 2     | 0     | 32     | 4      |
| 2015/16 | HHC Hardenberg  | Nederland | Topklasse      | III    | 30         | 1          | 4     | 0     | 34     | 1      |
| 2016/17 | FC Emmen        | Nederland | Eerste divisie | II     | 28         | 1          | 2     | 0     | 30     | 1      |
| 2017/18 | FC Emmen        | Nederland | Eerste divisie | II     | 35         | 0          | 1     | 0     | 36     | 0      |
| 2018/19 | FC Emmen        | Nederland | Eredivisie     | I      | 17         | 0          | 2     | 0     | 19     | 0      |
| 2019/20 | HHC Hardenberg  | Nederland | Tweede divisie | III    | 0          | 0          | 0     | 0     | 0      | 0      |